# Gastrozona isis
Gastrozona isis är en tvåvingeart som beskrevs av Erich Martin Hering 1938. Gastrozona isis ingår i släktet Gastrozona och familjen borrflugor.
Artens utbredningsområde är Myanmar. Inga underarter finns listade i Catalogue of Life.